# Tolmerus herbicola
Tolmerus herbicola is een vliegensoort uit de familie van de roofvliegen (Asilidae). De wetenschappelijke naam van de soort is voor het eerst geldig gepubliceerd in 1967 door Pavel Lehr.